# Юрманга (приток Сундобы)

Юрманга — река в России, протекает в Тотемском районе Вологодской области и Чухломском районе Костромской области Устье реки находится в 43 км по левому берегу реки Сундоба. Длина реки составляет 11 км.
Исток Юрманги в заболоченном лесу близ границы областей. Первые два километра проходят по Вологодской, затем река втекает на территорию Костромской. Течёт по заболоченному лесу сначала на юго-восток, затем на юг. Впадает в Сундобу у деревни Заречье, прочих населённых пунктов на реке нет.

## Данные водного реестра
По данным государственного водного реестра России относится к Верхневолжскому бассейновому округу, водохозяйственный участок реки — Унжа от истока и до устья, речной подбассейн реки — Бассей притоков Волги ниже Рыбинского водохранилища до впадения Оки. Речной бассейн реки — (Верхняя) Волга до Куйбышевского водохранилища (без бассейна Оки).
По данным геоинформационной системы водохозяйственного районирования территории РФ, подготовленной Федеральным агентством водных ресурсов:
- Код водного объекта в государственном водном реестре — 08010300312110000015150
- Код по гидрологической изученности (ГИ) — 110001515
- Код бассейна — 08.01.03.003
- Номер тома по ГИ — 10
- Выпуск по ГИ — 0